# Särkijärvi (Jukkasjärvi socken, Lappland, 751970-172102)
Särkijärvi är en sjö i Kiruna kommun i Lappland och ingår i Torneälvens huvudavrinningsområde. Sjön är 13,1 meter djup, har en yta på 0,31 kvadratkilometer och befinner sig 342 meter över havet.

## Delavrinningsområde
Särkijärvi ingår i det delavrinningsområde (752083-172515) som SMHI kallar för Förgrening. Medelhöjden är 306 meter över havet och ytan är 30,02 kvadratkilometer. Räknas de 18 avrinningsområdena uppströms in blir den ackumulerade arean 284,85 kvadratkilometer. Luongasjoki som avvattnar avrinningsområdet har biflödesordning 2, vilket innebär att vattnet flödar genom totalt 2 vattendrag innan det når havet efter 335 kilometer. Avrinningsområdet består mestadels av skog (68 procent) och sankmarker (25 procent). Avrinningsområdet har 1,46 kvadratkilometer vattenytor vilket ger det en sjöprocent på 4,9 procent.